# Rimu (Nouvelle-Zélande)
La ville de Rimu, à l’origine connue sous le nom de Upper Woodstock, est une petite ville du district du Westland de l’île du Sud de la Nouvelle-Zélande.

## Situation
La ville de Rimu est localisée à quelque 8 km par la route, au sud de la ville d’Hokitika et sur la berge sud du fleuve Hokitika. 
Elle est située immédiatement au sud de la ville de Woodstock.

## Toponymie
Elle a été nommée pour les arbres natifs de type Dacrydium cupressinum dont le nom commun est "rimu"—qui autrefois étaient prévalents dans le secteur. 

## Histoire
La ville de Rimu fut fondée vers l’année 1800 et grossit rapidement quand de l’or fut trouvé en 1882 à l’ouest de la ville.
En 1890, de l’or fut découvert aussi à l’est de la ville de Rimu.
Ce fut l’occasion de la dernière ruée vers l’or de Nouvelle-Zélande.
Vers 1900, Rimu avait une école, deux banques, deux hôtels, deux églises, deux boucheries, quatre magasins, un bureau de poste, et une bibliothèque.